# 7세기
7세기는 601년부터 700년까지이다.

## 주요 사건
- 618년 - 수나라가 멸망하고 귀족 이연에 의해 당나라가 건국되었다.
- 622년 - 무함마드가 신도들을 이끌 메카에서 메디나로 이주했다(헤지라).
- 630년 - 당 태종의 원정군대가 돌궐 제국을 정복.
- 645년 - 발해의 대조영이 태어났다.
- 646년 - 왜에서 다이카 개신을 단행했다.
- 656년 - 알리와 무아위야 1세 간에 이슬람 내전 발발했다. (~661년)
- 660년 - 백제가 신라와 당의 연합군에게 멸망하다.
- 661년 - 4대 칼리프 알리가 암살당하고 무아위야 1세가 칼리프에 올라 우마이야 왕조를 세움.
- 668년 - 고구려가 신라와 당의 연합군에게 멸망당하다.
- 676년 - 신라가 나당전쟁에서 승리하여 삼국통일을 완성했다.
- 682년 - 일테리시 카간이 돌궐을 재건하고 돌궐 제2제국을 선포했다.
- 698년 - 발해가 고구려 계승을 표명하며 대조영에 의해 건국되었다.

## 년대와 년도
| 590년대 | 590 | 591 | 592 | 593 | 594 | 595 | 596 | 597 | 598 | 599 |
| 600년대 | 600 | 601 | 602 | 603 | 604 | 605 | 606 | 607 | 608 | 609 |
| 610년대 | 610 | 611 | 612 | 613 | 614 | 615 | 616 | 617 | 618 | 619 |
| 620년대 | 620 | 621 | 622 | 623 | 624 | 625 | 626 | 627 | 628 | 629 |
| 630년대 | 630 | 631 | 632 | 633 | 634 | 635 | 636 | 637 | 638 | 639 |
| 640년대 | 640 | 641 | 642 | 643 | 644 | 645 | 646 | 647 | 648 | 649 |
| 650년대 | 650 | 651 | 652 | 653 | 654 | 655 | 656 | 657 | 658 | 659 |
| 660년대 | 660 | 661 | 662 | 663 | 664 | 665 | 666 | 667 | 668 | 669 |
| 670년대 | 670 | 671 | 672 | 673 | 674 | 675 | 676 | 677 | 678 | 679 |
| 680년대 | 680 | 681 | 682 | 683 | 684 | 685 | 686 | 687 | 688 | 689 |
| 690년대 | 690 | 691 | 692 | 693 | 694 | 695 | 696 | 697 | 698 | 699 |
| 700년대 | 700 | 701 | 702 | 703 | 704 | 705 | 706 | 707 | 708 | 709 |